# Serie B FIAF 1994
La Serie B FIAF 1994 è stata la decima edizione del terzo livello del campionato italiano di football americano (settima con la denominazione B, seconda edizione a 8 giocatori); è stato organizzato dalla Federazione Italiana American Football.

## Regular season

### Classifica

#### Girone A
| Pos. | Squadra              | %V   | G | V | N | P | PF  | PS  |
| ---- | -------------------- | ---- | - | - | - | - | --- | --- |
| 1    | Renegades Firenze    | .714 | 7 | 5 | 0 | 2 | 216 | 155 |
| 2    | Black Panthers Parma | .333 | 6 | 2 | 0 | 4 | 54  | 110 |
| 3    | Hogs Reggio Emilia   | .167 | 6 | 1 | 0 | 5 | 64  | 101 |

#### Girone B
| Pos. | Squadra               | %V   | G | V | N | P | PF  | PS  |
| ---- | --------------------- | ---- | - | - | - | - | --- | --- |
| 1    | Old Black Knights Rho | .889 | 9 | 8 | 0 | 1 | 352 | 104 |
| 2    | Skorpions Varese      | .875 | 8 | 7 | 0 | 1 | 370 | 92  |
| 3    | Green Waves Corbetta  | .375 | 8 | 3 | 0 | 5 | 153 | 237 |
| 4    | Old Blacks Torino     | .125 | 8 | 1 | 0 | 7 | 126 | 434 |

#### Girone C
| Pos. | Squadra             | %V   | G | V | N | P | PF  | PS  |
| ---- | ------------------- | ---- | - | - | - | - | --- | --- |
| 1    | Red Falcons Liscate | .714 | 7 | 5 | 0 | 2 | 232 | 115 |
| 2    | Bulls Magenta       | .286 | 7 | 2 | 0 | 5 | 95  | 155 |
| 3    | Rangers Rasai       | .143 | 7 | 1 | 0 | 6 | 69  | 260 |

#### Girone D
| Pos. | Squadra               | %V   | G | V | N | P | PF  | PS  |
| ---- | --------------------- | ---- | - | - | - | - | --- | --- |
| 1    | Lumberjacks Fiuggi    | .936 | 7 | 6 | 1 | 0 | 271 | 101 |
| 2    | Marines Ostia         | .583 | 6 | 3 | 1 | 2 | 212 | 102 |
| 3    | Royal Dodgers Caserta | .167 | 6 | 1 | 0 | 5 | 38  | 286 |

## Playoff
Accedono ai playoff le migliori otto classificate.
|  | Quarti di finale | Quarti di finale      | Quarti di finale  |                       |                   | Semifinali            | Semifinali | Semifinali |  |  | III Eightbowl | III Eightbowl    | III Eightbowl |
|  |                  |                       |                   |                       |                   |                       |            |            |  |  |               |                  |               |
|  | 1D               | Lumberjacks Fiuggi    | 8                 |                       |                   |                       |            |            |  |  |               |                  |               |
|  | 2A               | Black Panthers Parma  | 0                 |                       |                   |                       |            |            |  |  |               |                  |               |
|  | 2A               | Black Panthers Parma  | 0                 |                       | 1D                | Lumberjacks Fiuggi    | 21         |            |  |  |               |                  |               |
|  |                  |                       |                   |                       | 1D                | Lumberjacks Fiuggi    | 21         |            |  |  |               |                  |               |
|  |                  | 2B                    | Skorpions Varese  | 42                    |                   |                       |            |            |  |  |               |                  |               |
|  | 2B               | 2B                    | Skorpions Varese  | 42                    | Skorpions Varese  | 45                    |            |            |  |  |               |                  |               |
|  | 2B               |                       |                   |                       | Skorpions Varese  | 45                    |            |            |  |  |               |                  |               |
|  | 1C               | Red Falcons Liscate   | 24                |                       |                   |                       |            |            |  |  |               |                  |               |
|  |                  |                       |                   |                       |                   |                       |            |            |  |  | 2B            | Skorpions Varese | 60            |
|  |                  |                       | 1B                | Old Black Knights Rho | 42                |                       |            |            |  |  |               |                  |               |
|  | 1B               | Old Black Knights Rho | 37                |                       |                   |                       |            |            |  |  |               |                  |               |
|  | 3B               | Green Waves Corbetta  | 0                 |                       |                   |                       |            |            |  |  |               |                  |               |
|  | 3B               | Green Waves Corbetta  | 0                 |                       | 1B                | Old Black Knights Rho | 37         |            |  |  |               |                  |               |
|  |                  |                       |                   |                       | 1B                | Old Black Knights Rho | 37         |            |  |  |               |                  |               |
|  |                  | 1A                    | Renegades Firenze | 34                    |                   |                       |            |            |  |  |               |                  |               |
|  | 1A               | 1A                    | Renegades Firenze | 34                    | Renegades Firenze | 19                    |            |            |  |  |               |                  |               |
|  | 1A               |                       |                   |                       | Renegades Firenze | 19                    |            |            |  |  |               |                  |               |
|  | 2D               | Marines Ostia         | 13                |                       |                   |                       |            |            |  |  |               |                  |               |

### III Eightbowl
Il III Eightbowl si è disputato al Palazzetto dello Sport di Sesto San Giovanni. L'incontro è stato vinto dagli Skorpions Varese sugli Old Black Knights Rho con il risultato di 60 a 42.

## Verdetti
- Skorpions Varese vincitori dell'Eightbowl.